# Memphis Grizzlies 2002-2003
La stagione 2002-03 dei Memphis Grizzlies fu l'8ª nella NBA per la franchigia.
I Memphis Grizzlies arrivarono sesti nella Midwest Division della Western Conference con un record di 28-54, non qualificandosi per i play-off.

## Roster
| N° | Naz.                   | Ruolo | Sportivo          | Anno | Alt. | Peso |
| -- | ---------------------- | ----- | ----------------- | ---- | ---- | ---- |
| 0  | Stati Uniti (bandiera) | A     | Drew Gooden       | 1981 | 208  | 104  |
| 1  | Stati Uniti (bandiera) | G     | Wesley Person     | 1971 | 198  | 88   |
| 2  | Stati Uniti (bandiera) | G     | Jason Williams    | 1975 | 185  | 86   |
| 4  | Stati Uniti (bandiera) | A     | Stromile Swift    | 1979 | 206  | 102  |
| 8  | Stati Uniti (bandiera) | GA    | Michael Dickerson | 1975 | 196  | 86   |
| 10 | Croazia (bandiera)     | GA    | Gordan Giriček    | 1977 | 198  | 95   |
| 15 | Polonia (bandiera)     | C     | Cezary Trybański  | 1979 | 218  | 109  |
| 16 | Spagna (bandiera)      | AC    | Pau Gasol         | 1980 | 213  | 103  |
| 20 | Stati Uniti (bandiera) | A     | Chris Owens       | 1979 | 201  | 111  |
| 21 | Scozia (bandiera)      | A     | Robert Archibald  | 1980 | 211  | 113  |
| 22 | Stati Uniti (bandiera) | G     | Brevin Knight     | 1975 | 178  | 78   |
| 24 | Stati Uniti (bandiera) | A     | Mike Batiste      | 1977 | 203  | 102  |
| 25 | Stati Uniti (bandiera) | G     | Earl Watson       | 1979 | 185  | 88   |
| 31 | Stati Uniti (bandiera) | A     | Shane Battier     | 1978 | 203  | 100  |
| 33 | Stati Uniti (bandiera) | A     | Mike Miller       | 1980 | 203  | 99   |
| 40 | Stati Uniti (bandiera) | A     | Ryan Humphrey     | 1979 | 203  | 107  |
| 42 | Stati Uniti (bandiera) | AC    | Lorenzen Wright   | 1975 | 211  | 102  |

## Staff tecnico
- Allenatori: Sidney Lowe (0-8) (fino al 12 novembre)[1], Hubie Brown (28-46)
- Vice-allenatori: Lionel Hollins, J.J. Anderson (fino al 13 novembre), Scott Roth (fino al 13 novembre), Tony Barone (dal 13 novembre), Brendan Brown (dal 13 novembre), Hal Wissel (dal 13 novembre)